# 小宮山清
小宮山 清（こみやま きよし、1937年1月12日 - ）は、日本の男性声優、俳優。フリー。東京都出身。

## 略歴
もともと芝居に興味はなかったが、学芸会の芝居に出演したことがきっかけで、本人いわく「児童劇団にひっぱっていかれ」役者になったという。
1945年、劇団テアトル・ピッコロ入団。1948年に劇団こまどりに移籍し、子役として活躍。NHKのラジオドラマなどで多く主演を務め、1950年にはぶどうの会による舞台『夕鶴』の初演に出演。
1957年に劇団こまどりを退団後、1959年に東京俳優生活協同組合に所属。その後は同人舎プロダクションに所属していた。
2010年代からは妻とともに台湾で生活をしており、声優業などの仕事については以降もフリーで請け負っている。

## 特色・人物
声種はテノール。高い声質を活かし、子供や少年の役を多く演じる。
飾り気のない性格。仕事に関しては、いい意味で執着せず淡々とこなす姿勢だという。
趣味・特技は登山、旅行。かつては飲食店を経営したことがあった。
田の中勇とは親交があった。知人にはクリエイター・ラジオパーソナリティのNuiがおり、連絡を取り合う機会が多いという。

### エピソード
東映動画制作の長編やテレビアニメで主演やメインキャラクターを務める機会が多かった。
アニメ『サザエさん』では1969年から1985年まで約15年間にわたり、三平さん役を担当した。
ディズニー作品『くまのプーさん』では、ピグレットの専属声優を病気のため降板するまで担当した。

## 後任・代役
| 後任・代役 | 役名       | 概要作品                   | 後任・代役の初担当作品                                                                                  |
| ---------- | ---------- | -------------------------- | --- |
| 小形満     | ピグレット | 『くまのプーさん』         | 『ザ・ブック・オブ・プー』（シリーズ） 『くまのプーさん 完全保存版II ピグレット・ムービー』（長編作品） |
| 龍田直樹   | 新兵くん   | 『チキチキマシン猛レース』 | 『チキチキマシン猛レース ケンケンとブラック魔王のイジワル大作戦』                                       |
| 嶋方淳子   | 甚平       | 『チキチキマシン猛レース』 | 『チキチキマシン猛レース ケンケンとブラック魔王のイジワル大作戦』                                       |
| 堀田勝     | 青山まもる | 『あしたのジョー』         | 『あしたのジョー 〜真っ白に燃え尽きろ!〜』                                                              |
| 西脇保     | 青山まもる | 『あしたのジョー』         | 『あしたのジョー ボクシングマニア版』                                                                   |

## 出演作品
※太字は主役・メインキャラクター

### テレビドラマ
- 白い鹿の幻想―台湾生蕃伝説から―（1953年2月21日、NHK）
- テレビ劇場 まつりの笛（1953年7月17日、NHK） - 吾一 役
- ちゃんちゃんちゃん物語（1956年4月11日 - 1956年10月30日、NHK）
- ロバ物語（1956年11月13日 - 1957年3月19日、NHK）
- ここに人あり 第117回「黒い芽」（1959年12月2日、NHK）
- 樋口一葉（1961年4月26日、NHK）
- 事件記者 第148話「非行」（1963年9月10日、NHK）
- 花の生涯（1963年、NHK） - 小僧吉松 役
- 樅ノ木は残った（1970年、NHK） - 源助 役
- 天下御免（1971年、NHK）

### 映画
- いつの日か花咲かん（1947年、大映） - ヒロ坊（中野ひろし） 役[4]
- 奴隷の街（1951年、大映） - トシ坊 役
- たけくらべ（1955年、新東宝） - 宗平 役
- 荒野の渡世人（1968年、東映） - マイク 役（吹き替え）

### テレビアニメ
1963年
- 鉄腕アトム (アニメ第1作)（1963年 - 1966年、コバルト、星野光一）

1964年
- 狼少年ケン
- 少年忍者風のフジ丸（1964年 - 1965年、フジ丸）

1965年
- ジャングル大帝
- スーパージェッター
- 戦え!オスパー

1966年
- おそ松くん（運転手、魔法の鏡）

1967年
- 黄金バット
- かみなり坊やピッカリ・ビー（ゲンショク）
- 悟空の大冒険

1968年
- ゲゲゲの鬼太郎（第1作）
- サイボーグ009
- 夕やけ番長（1968年 - 1969年、青木輝夫）

1969年
- アタックNo.1
- 巨人の星
- サザエさん（1969年 - 1985年、三平さん）
- 忍風カムイ外伝（コノマ）

1970年
- あしたのジョー
- いなかっぺ大将（おぼっちゃん）
- 男どアホウ甲子園（岩風五郎〈2代目〉）
- タイガーマスク（1970年 - 1971年、須川京太郎）
- ばくはつ五郎（輪島一平）

1971年
- アンデルセン物語
- 国松さまのお通りだい（小山）
- ふしぎなメルモ（オスウサギ）

1972年
- 天才バカボン
- ど根性ガエル（1972年 - 1974年、石原幸男 他）

1973年
- 侍ジャイアンツ
- 荒野の少年イサム

1974年
- ドロロンえん魔くん

1975年
- 元祖天才バカボン
- 少年徳川家康（竹千代）
- タイムボカン（王子）

1976年
- キャンディ♡キャンディ（1976年 - 1979年、ニール・ラガン）
- ゴワッパー5 ゴーダム（小石川五右エ門）
- ドカベン（1976年 - 1977年、大河内）
- ブロッカー軍団IVマシーンブラスター（サブ）
- UFO戦士ダイアポロン（ヒデキ）

1977年
- 一休さん (テレビアニメ)

1978年
- 野球狂の詩（1978年 - 1979年、権田）

1979年
- 科学冒険隊タンサー5（1979年 - 1980年、奇跡始〈ハジメ〉）
- 銀河鉄道999（ホイール・ロック、太郎）

1980年
- 無敵ロボ トライダーG7（インデリ）

1981年
- 太陽の牙ダグラム（1981年 - 1983年、ハックル・G・トンプソン）
- Dr.スランプ アラレちゃん（プリンス）

1982年
- ドラえもん（テレビ朝日版第1期）

1983年
- 光速電神アルベガス（オフィサー1）
- スペースコブラ

1986年
- ゲゲゲの鬼太郎（第3作）（オベベ）
- メイプルタウン物語（ピカル）

1989年
- 悪魔くん（トンフーチン）

1990年
- それいけ!アンパンマン（ブックマン）

1992年
- ファンタジーアドベンチャー 長靴をはいた猫の冒険（サンチョパンサ）

### 劇場アニメ
- 西遊記（1960年、孫悟空）
- 少年忍者風のフジ丸・謎のアラビヤ人形（1964年、フジ丸）
- 少年忍者風のフジ丸・まぼろし魔術団（1965年、フジ丸）
- 少年忍者風のフジ丸・大猿退治（1965年、フジ丸）
- ながぐつ三銃士（1972年、ジミー）
- 世界名作童話 白鳥の王子（1977年、王子）
- ドキュメント 太陽の牙ダグラム（1983年、ハックル）
- ゲゲゲの鬼太郎 最強妖怪軍団!日本上陸!!（1986年、山魈）

### OVA
- いしいひさいちのナンダカンダ劇場1 これが噂の地底人 とにかく上が悪いんや!!（1989年）
- お江戸はねむれない!（1993年、傀傴子[20]）

### ゲーム
- キングダム ハーツ（2002年、ピグレット）
- プーさんのみんなで森の大きょうそう!（2002年、ピグレット）
- キングダム ハーツII（2005年、ピグレット〈回想〉[注 1]）
- キングダム ハーツ HD 1.5 リミックス（2013年、ピグレット）※ライブラリ出演

### 吹き替え

#### 映画
- イルカの日（アルファ / ベータ〈バック / ジンジャー〉）※LD版
- エクスカリバー（少年時代のモードレッド〈チャーリー・ブアマン〉）
- 地獄への道（トミー）
- 悲恋（アシル〈ピエラル〉）※TBS版
- フランケンシュタインの逆襲（ヴィクター・フランケンシュタイン〈若い頃〉〈メルヴィン・ヘイズ〉）
- ワイオミングの緑草（ロバート・アーサー）

#### テレビドラマ
- 宇宙家族ロビンソン "挑戦" （クワーノ〈カート・ラッセル〉）
- 奥さまは魔女 第163話（九官鳥）
- コンバット! 第16話（ジルベール）
- スタートレック 宇宙大作戦 "400才の少女" マイケル・J・ポラード
- マイケルジャクソンの真実（マイケル・ジャクソン）
- ローハイド（ヘイ・スース〈ロバート・カバル〉）
- わんぱくフリッパー

#### 海外アニメ
- 宇宙怪人ゴースト（アラン）
- くまのプーさん（ピグレット〈初代〉）
  - くまのプーさん 完全保存版 ※BVHE版[21]
  - くまのプーさん クリストファー・ロビンを探せ![22]
  - ティガームービー プーさんの贈りもの[23]
  - くまのプーさん/みんなのクリスマス[24]
  - ザ・ブック・オブ・プー[25][26]
  - 新くまのプーさん[27]
- ハウス・オブ・マウス（ピグレット〈初代〉）
- スヌーピーとチャーリー・ブラウン（ライナス・ヴァンペルト）※谷啓版
- チキチキマシン猛レース（新兵、甚平）
- メトロ・ゴールドウィン・メイヤー ※TBS版
  - いたずらモグラ
  - 宝探し
  - 親切好き
- 101匹わんちゃん（チブス軍曹）※1981年再公開版
- レミーのおいしいレストラン（アンブリスター[28]）

#### 人形劇
- サンダーバード 劇場版（ブレインズ）※テレビ版

### 特撮
- ウルトラシリーズ
  - ウルトラQ
  - ウルトラマン（第37話怪獣翻訳機での再生ピグモンの声）

### 人形劇
- 神州天馬侠（NHK人形劇） - 竹童
- チロリン村とくるみの木（NHK人形劇） - 甘栗キントン〈2代目〉

### その他コンテンツ
- 四つの目（チビさん）
- プーさんのハニーハント（ピグレット）
- 現代フォノ・マンガ3「紫電改のタカ」（滝兵曹長）
- 現代フォノ・マンガ4「戦国忍法帳」（一色城太郎）